# Niemo
Niemo (ros. Немо) – czynny stratowulkan mający wysokość około 1018 m n.p.m., w azjatyckiej części Rosji. Jeden z dwóch wulkanów na wyspie Onekotan, leżącej w archipelagu Wysp Kurylskich. Ostatnią erupcję zanotowano w 1938 roku, wcześniejsze wzmianki na temat erupcji wulkanu pochodzą z połowy XVIII wieku. Wulkan znajduje się na skraju dwóch łączących się kraterów wulkanicznych, należy on podobnie jak sąsiedni wulkan Krenicyn, do rodzaju kalder ze stożkiem położonym pośrodku krateru wypełnionego wodą.